# Dendropicos johnstoni
Dendropicos johnstoni, "johnstonspett", är en fågelart i familjen hackspettar inom ordningen hackspettartade fåglar. Arten betraktas oftast som underart till elliotspett (Dendropicos elliotii), men urskiljs sedan 2014 som egen art av Birdlife International och IUCN. Den kategoriseras av IUCN som livskraftig.
Fågeln förekommer i västra Centralafrika och delas in i två underarter med följande utbredning:
- Dendropicos johnstoni johnstoni – höglänta områden i sydöstra Nigeria, sydvästra Kamerun samt på ön Bioko
- Dendropicos johnstoni kupeensis – Mount Kupé i västcentrala Kamerun